# 劉山青
劉山青（1951年—），香港民主派政黨社民連成員，中华人民共和国民主运动人士。廣東惠州人，父親為工人，於中華人民共和國成立後返回中國大陸，故他在中國大陸出生。他中學就讀英皇書院，與香港第四屆行政長官梁振英為中一至中五同班同學，1976年畢業於香港大學數學系，現職社會福利員，同時為民主派政黨社民連中評會委員。

## 簡歷
1975年，劉山青在香港荃灣創辦了新青學社工人夜校，為廣大的工人提供夜校服務，當時的教師義工包括今日的立法會議員，街工的梁耀忠及中原地產主席施永青等。同時期他亦為托洛茨基主义组织革命马克思主义者同盟的領導人之一，當時的參與者包括立法會議員梁國雄、電影導演岑建勳及劉妻唐婉清等。
1980年，民運人士吳仲賢因回國救助民運人士親屬被捕，後寫悔過書後回港，翌年，劉山青以身犯險返回廣州救助民運人士王希哲妻子蘇江等人，被公安拘捕，並控以「反革命罪」，判有期徒刑十年，關押於英德市。
1991年12月28日，劉山青獲釋回港，當時有些香港人以英雄式歡迎他回來，各大電視台均現場直播他過羅湖橋的一幕。
劉1994年欲參選區議會選舉，當時香港政府以未住滿七年為理由，拒絕他參選，引起一陣風波。最後由其妻唐婉清代表，於葵青區麗瑤選區以街工之名參選。結果在該選區得14.5%選民投票，未能勝出。
他1999年及2003年分別參選黃大仙新蒲崗選區及龍上選區競選，均落敗。在2003年香港區議會選舉結果，劉山青以前線之名出選，該區有3983選民投票，劉山青得37.7%選民支持而未能勝出。
在劉於中國內地服刑期間，其妻唐婉清在港苦候十年，經常參與社會運動，亦曾多年參選區議會，並得賴梁耀忠及梁國雄等協助。
2002年，劉被控一項協助舉行及舉行未經批准集會控罪。2006年，劉山青於泰國旅遊期間遭到襲擊。

## 資料來源
1. ↑  . 蘋果日報(香港). 2011-01-03. （原始内容存档于2019-09-28）.
2. ↑  . 大學線.   [2019-09-28]. （原始内容存档于2019-09-28）.
3. ↑  . 星島日報. 2002-11-19. （原始内容存档于2019-09-28）.
4. ↑  . 自由亞洲電台. 2006-01-13. （原始内容存档于2019-09-28）.

## 外部連結
- 立場新聞：劉山青（页面存档备份，存于）